# Мис Пиги
Мис Пиги (на английски: Miss Piggy) е една от главните героини на Мъпет Шоу, бляскаво прасе с непредсказуем характер, което се стреми да бъде водеща актриса в шоуто.

## Биография на персонажа
Според създателите на персонажа мис Пиги е женско прасе, родено в Кийстоун, Айова, САЩ. Баща ѝ почива, когато тя е още малка, а майка ѝ възпитава мис Пиги много сурово. Мис Пиги има двама племенници – Анди и Ранди Пиг.
В епизод 106 на Мъпет Шоу Мис Пиги е спомената с пълното ѝ име „Пиги Лий“, а в епизод 116 Мис Пиги казва на гост-звездата Ейвъри Шрайбър, че Пиги е съкращение от „Пигаций“ (от гръцката дума, означаваща „река на страстта“). По време на епизода на Джеймс Нейборс, когато Мис Пиги е попитана под какъв астрологичен знак е родена, тя отговаря че не родена под, а над знака ₨„Месарницата на Бекер“.
От дете Мис Пиги участва в различни конкурси за красота, за да оцелее и да стане независима. След включването си в Мъпет Шоу, Мис Пиги бързо се превръща в главната звезда сред женските персонажи. В шоуто тя съчетава много роли: актриса, редактор на списание, певица, водеща на ток шоу, майстор по карате, бляскава модна икона, която обича да носи дълги ръкавици. Мис Пиги има много капризен характер, тя може за миг да премине от страстно обожание до насилствена ярост, придружена от характерния за нея карате удар. Мис Пиги има домашен любимец – бял пудел играчка на име Фу-Фу.
Мис Пиги е много романтична и любяща личност, тя редовно флиртува с гостите в Мъпет Шоу от мъжки пол, но основната ѝ любов от много години е Жабокът Кърмит. Кърмит постоянно отхвърля чувствата на Пиги, но в „Мъпетите превземат Манхатън“ той случайно се жени за нея. Бракът се оказва фиктивен и на 10 май 1990 г. Мис Пиги и Кърмит официално прекратяват връзката си.

## История
Първата известна поява на Мис Пиги е в специалния телевизионен епизод Herb Alpert and the TJB, излъчен на 13 октомври 1974 г. по ABC, в който Мис Пиги пее I Can't Give You Anything But Love. Следващата ѝ поява е като неназована руса кукла с очи като мъниста, която има кратко участие в пилотния специален епизод от 1975 г. „Мъпет Шоуто: Сексът и насилието“ в скеч, наречен „Върнете се на планетата на прасетата“. Тя не е назована като участник в това шоу.
През 1976 г. Мис Пиги възприема образ, близък до класическия: безнадеждно романтично прасе с големи сини очи, облечено в развяваща се сребриста рокля, дълги сатенени бели ръкавици и син прозрачен шал.
Мис Пиги започва като второстепенен герой в Мъпет Шоу, но постепенно става един от централните герои. В края на 70-те и началото на 80-те години на ХХ век Мис Пиги придобива огромна популярност, засенчвайки не само други второстепенни мъпети, но и главния персонаж – жабока Кърмит.
Франк Оз е главният изпълнител на Мис Пиги от ранните ѝ изяви в Мъпет Шоу до напускането му от актьорския състав през 2000 г.; последното му известно представяне като Мис Пиги е поява в сутрешния формат The Today Show. Най-ранното известно представяне на Оз като Мис Пиги е през 1974 г. в The Tonight Show. Ричард Хънт понякога играе ролята на мис Пиги в първия сезон на Мъпет Шоу, редувайки се с Оз. През 2002 г. Ерик Джейкъбсън е избран за новия изпълнител на Мис Пиги и остава такъв и до днес.

## Филми и телевизионни сериали
Мис Пиги се появява във всеки филм и телевизионен сериал на Мъпетите след Мъпет Шоуто.
- В „Мъпет Кино“ (1979), тя печели конкурс за красота и се присъединява към Мъпетите, където среща Кърмит за първи път.
- В „Голямата лудория на мъпетите“ (1981), Мис Пиги играе амбициозна модна манекенка, която се забърква в комедия, включваща банда крадци на бижута.
- В „Мъпетите превземат Манхатън“ (1984) Мис Пиги и Кърмит се женят.
- В „Мъпетите: Честване на 30 години“ (1986), Мис Пиги споменава, че Кърмит е щастливо омъжена жаба.
- В „Коледната песен на мъпетите“ (1992), Мис Пиги се появява като г-жа Крачит, съпруга на Боб Крачит.
- Във филма „Мъпетският остров на съкровищата“ (1996) ролята на Бен Гън е адаптирана в Мис Пиги, а „Бенджамина“ Гън е разкрита като бившата любовница на капитан Смолет, изигран от Кърмит.
- В „Мъпети в космоса“ (1999) Мис Пиги играе ролята на безстрашен новинарски репортер, който търси новини за странните срещи на своя приятел Гонзо с извънземни.
- В телевизионния филм „Много весел коледен филм за Мъпет“ (2002), интерпретация на коледната класика „Животът е прекрасен“, героите са показани в алтернативна вселена без Кърмит. Мис Пиги се превръща в „стара мома“, която извършва „екстрасенсирни четения по телефона“.
- В „Мъпетите“ (2011) Мис Пиги е показана да живее в Париж, ставайки редактор на списание Vogue след разпадането на Мъпетите и след като напуска Кермит в Лос Анджелис.
- В „Мъпетите 2“ (2014), след като се събират отново с Мъпетите на световно турне, Мис Пиги и Кърмит се женят отново.

## Награди и номинации
- През 1996 г. списание TV Guide класира Мис Пиги на 23-то място в списъка си с 50-те най-велики телевизионни звезди на всички времена.[6]
- В анкета на Channel 4 в Обединеното кралство през 2001 г. Мис Пиги е класирана на 29-то място в списъка на 100-те най-велики телевизионни персонажи.[7][8]
- През 1996 г. е издадена готварската книга „В кухнята с Мис Пиги: невероятни рецепти от моите известни приятели“.
- През 2015 г. Мис Пиги е наградена от Центъра за феминистко изкуство „Елизабет А. Саклър“ в Бруклинския музей за нейните постижения и принос към промяната на ролите на половете в развлекателната индустрия.[9] Впоследствие Мис Пиги публикува есе в списание „Тайм“, озаглавено „Защо съм феминистко прасе“, обяснявайки защо Мис Пиги е спечелила отличието.[10]
- Един от Lockheed WP-3D (самолет „преследвач на урагани“ с позивна NOAA 43) е кръстен на Мис Пиги.

## Участия в други предавания
- Мис Пиги се появява многократно на различни церемонии по връчване на наградите „Оскар“. През 1980 г. Мис Пиги и Джони Карсън обявяват номинираната за най-добра оригинална песен Rainbow Connection от „Мъпет Кино“. През 1982 г. Мис Пиги и Кърмит изпълняват номинираната песен „The First Time It Happens“ от „Голямата лудория на мъпетите“ по време на 54-та церемония на наградите. Тя е и водеща на 68-та и 84-та церемония по връчване на наградите „Оскар“ съответно през 1996 и 2012 г.
- През 1987 г. Мис Пиги е гост-звезда в музикалното вариететно шоу „Доли“ на Доли Партън, където пее с Партън. В скеча Мис Пиги непрекъснато се опитва да открадне шоуто от гостоприемната си домакиня. Партън, разстроена, че мис Пиги я е унижила, казва на приятелка си Джус Нютън, че може „да ядат сандвичи с шунка след шоуто“ (намек, че ще направи от нахалното прасе парче шунка).
- През 2014 г. Мис Пиги се появява в реклама на Wonderful Pistachios.
- В американската безплатна мрежа Quality Value Convenience, която е специализирана в телевизионно пазаруване у дома, Мис Пиги представя собствената си луксозна марка Moi by Miss Piggy.[11] Това име е използвано преди това pd парфюм от 1998 г.[12]
- На 7 май 2023 г. Мис Пиги и Кърмит са поканени на концерта за коронацията на крал Чарлз III, където тя флиртува с водещия Хю Боневил.[13][14]